# Cambio de piel (canción de Marc Anthony)
"Cambio de piel" es una canción escrita por Julio Reyes, producida por Sergio George e interpretada por el artista estadounidense Marc Anthony . Fue lanzado como el segundo sencillo de su decimotercer estudio 3.0 (2013).  Actualmente se está filmando un video musical de la canción en Cancún, México.  En los Premios Grammy Latinos de 2014, la canción recibió dos nominaciones, incluyendo Canción del Año y Grabación del Año . 

## Listas

### Listas semanales
| Lista (2013–2014)                   | Mejor posición |
| ----------------------------------- | -------------- |
| Dominican Republic (Monitor Latino) | 12             |
| Estados Unidos (Hot Latin Songs)    | 7              |
| Estados Unidos (Latin Airplay)      | 2              |
| Estados Unidos (Tropical Airplay)   | 1              |

### Listas de fin de año
| Lista (2014)                   | Posición |
| ------------------------------ | -------- |
| US Hot Latin Songs (Billboard) | 33       |